# Phyllostachys iridescens
Phyllostachys iridescens är en gräsart som beskrevs av C.Y.Yao och Shao Yun Chen. Phyllostachys iridescens ingår i släktet Phyllostachys och familjen gräs. Inga underarter finns listade i Catalogue of Life.